# Мусиевка (Никопольский район)
Мусиевка (укр. Мусіївка) — село,
Приднепровский сельский совет,
Никопольский район,
Днепропетровская область,
Украина.
Код КОАТУУ — 1222986003. Население по переписи 2001 года составляло 607 человек .

## Географическое положение
Село Мусиевка находится на правом берегу Каховского водохранилища,
выше по течению на расстоянии в 1 км расположены город Никополь и село Каменское,
ниже по течению на расстоянии в 2 км расположен пгт Червоногригоровка.
Примыкает к селу Приднепровское.
Рядом проходит железная дорога, станция Платформа 105 км.

## История
- В 1905 году на берегу реки Черва поселился крестьянин по прозвищу Мусий.

## Экономика
- ООО «Бригантина».